# Kerrowmoar
Kerrowmoar of Kerromoar (Manx: The Great Quaterland) is een markant punt op het eiland Man. Een quarterland is een oude landmaat, die ook terugkomt in de termen kerroo en kerrow. Kerrowmoar ligt langs de A3 Castletown-Ramsey.

## Isle of Man TT en Manx Grand Prix
Kerrowmoar ligt ook tussen de 20e en de 21e mijlpaal van de Snaefell Mountain Course, het stratencircuit dat gebruikt wordt voor de Isle of Man TT en de Manx Grand Prix. Kerrowmoar maakte ook deel uit van de Four Inch Course, die gebruikt werd voor de RAC Tourist Trophy van 1905 tot 1911. 

### Circuitverloop
Als de coureurs - met niet te veel gas - hebben opgetrokken na de bocht bij Ginger Hall gaat de weg flauw naar rechts richting de eerste bocht van Kerrowmoar, die ook wel "Kerrowmoar 1" wordt genoemd. De weg is omzoomd door struiken en een goed markant punt om te remmen en in te sturen is er niet. Ray Knight, oud coureur en schrijver van het handboek "TT Rider's Guide" schreef dat hij de telegraafpaal aan de rechterkant gebruikte. Hij was niet de enige, want deze telegraafpaal zit vol met gekleurde tape die coureurs en helpers opgeplakt hebben om hem zichtbaarder te maken. De rijders laten de rem pas los in de goot in de binnenbocht en laten de motorfiets uitlopen naar de rechterkant van de weg, waardoor ze meteen de volgende rechter bocht (Kerrowmoar 2) bijna als recht stuk kunnen nemen. Kerrowmoar 3 is een zeer snelle linker bocht, maar door de scherpe verkanting van de weg maakt de motorfiets bij het oversteken soms een wheelie. Het is belangrijk dat de motorfiets op dat moment rechtop staat, anders ontstaat er een wobble die kan uitmonden in een weave.
In het bochtige gedeelte bij Kerrowmoar werd in de winter van 1953-1954 in opdracht van de Isle of Man Highway Board de weg verbreed voor de wegraces van 1954.

## Gebeurtenissen bij Kerrowmoar
- Op 12 juni 1953 verongelukte Geoffrey Walker met een Norton Manx tijdens de Senior TT.
- Op 4 juni 1962 viel Horst Burkhardt uit het zijspan van Florian Camathias, waardoor hij zijn carrière als bakkenist moest beëindigen.
- Op 30 mei 1991 verongelukte Frank Duffy met een 125cc-Honda tijdens de training voor de Isle of Man TT.
- Op 12 juni 1998 verongelukte Charles Hardisty met een 750cc-Kawasaki tijdens de Production TT.
- Op 1 september 2009 verongelukte Richard Bartlett met een 600cc-Honda tijdens de Newcomers Race van de Manx Grand Prix.

## Trivia
- In 1911 werd de Mountain Course voor het eerst met motorfietsen bereden, maar de Britse merken hadden grote problemen omdat ze versnellingen en koppelingen ontbeerden. Daardoor waren Creg Willey's Hill en de flanken van de berg Snaefell een groot probleem. De Indians hadden al kettingaandrijving en versnellingen en waren daardoor oppermachtig. Jake deRosier reed de snelste ronde in de Senior TT, maar kwam niet meer door in Ramsey, waar de meeste pers verzameld was. Toen hij veel te laat daar aankwam, bleek hij bij Kerrowmoar gevallen te zijn. Hij miste een voetsteun, had een gebroken stoterstang, een gebroken gasbedieningsstang en een geschaafde kin. Hij werd naar het ziekenhuis gebracht, maar een kwartier later was hij alweer buiten. Hij finishte de race zelfs, maar werd gediskwalificeerd omdat hij gereedschap had geleend. Zijn Indian-teamgenoten Oliver Godfrey, C.B. Franklin en A.J. Moorhouse bezetten echter de eerste drie plaatsen.
- Alan Rutherford haalde ooit twee vierde plaatsen in de Manx Grand Prix, maar in zijn debuutjaar 1952 ging het helemaal fout. Zijn Velocette raakte een trottoirband en hij vloog tegen een telegraafpaal. De Velocette was kapot maar Rutherford had niet meer dan wat schrammen. Hij trof twee marshals die hem vertelden dat ze gewed hadden over wanneer hij zou vallen, want hij reed helemaal verkeerde lijnen. Alan noemde later zijn huis "Kerromoar".
- De zijspanrijders hebben het soms moeilijk bij Kerrowmoar. Horst Burkhardt, bakkenist van Florian Camathias, brak hier een been. Ook Howard Langham moest door marshals met een draagbaar worden afgevoerd, maar zij stelden hem wel voor wat gewicht te verliezen als hij nog eens van plan was een ongeluk bij Kerrowmoar te krijgen.
- John Williams had veel geluk toen hij in 1970 crashte en alleen een enkel en een vinger beschadigde. Toen hij na een bocht de motorfiets de andere kant op wilde brengen schoot zijn gashandvat los, waardoor hij met één hand moest sturen en niet kon remmen. Het tekent hoe zwaar de Mountain Course is. Een (verplicht) met ijzerdraad geborgd handvat gaat alleen los als er heel veel kracht op is gezet.

(Markante punten in cursief zijn onofficiële punten of worden alleen gebruikt binnen Marshal Sectors)
1e mijl:
TT Grandstand ·
Nobles Park ·
St Ninian's Crossroads ·
Bray Hill ·
Ago's Leap ·
Quarterbridge Road ·
1st Milestone ·
2e mijl:
Wal Handley Memorial Seat ·
Quarterbridge ·
Port-y-Chee Meadow ·
Braddan Bridge ·
Jubilee Oak ·
Braddan Bridge House ·
Braddan Depot ·
Snugborough (Cronk Dhoo) ·
2nd Milestone ·
3e mijl:
Union Mills (Mullen Dhoo, Mwyllin Dhoo Aah, Mullin Doway) ·
Railway Inn ·
Ballahutchin Hill (Elm Bank Hill) ·
3rd Milestone ·
4e mijl:
Ballafreer ·
Glenlough ·
Ballagarey Corner ·
Glen Vine (Glen Darragh) ·
Ballabeg ·
4th Milestone ·
5e mijl:
Crosby ·
Crosby Left (Vicarage Corner) ·
Crosby Cross-Roads ·
5th Milestone ·
6e mijl:
Crosby Hill (Ballaglonney Hill of Halfway Hill) ·
Halfway House (The Waggon & Horses) ·
St Trinian's ·
The Highlander ·
Greeba Verandah ·
Pear Tree Cottage ·
Greeba Castle ·
6th Milestone ·
7e mijl:
Appledene (Shimmin's Corner) ·
Central Valley (Greeba Gap) ·
Greeba Bridge ·
The Hawthorn ·
Knock Breck ·
Gorse Lea ·
7th Milestone ·
8e mijl:
Ballagarraghyn ·
Ballacraine ·
Ballaspur ·
Ballig ·
8th Milestone ·
9e mijl:
Ballig Bridge ·
Doran's Bend ·
Laurel Bank ·
9th Milestone ·
10e mijl
Glen Moar Mill ·
Black Dub ·
Quarter-Distance Marker ·
The Vaish ·
Glen Helen (Glen Rhenass) ·
Sarah's Cottage ·
Creg Willey's Hill ·
10th Milestone ·
11e mijl:
Lambfell Beg ·
Lambfell (Moar) Cottage ·
Cronk-y-Voddy (Cronk-y-Voddy Straight) ·
Cronk-y-Voddy Cross Roads ·
Molyneux's ·
Cronk Bane Farm ·
11th Milestone ·
12e mijl:
Drinkwater's Bend ·
Handley's Corner (Cronk-y-Fedjag, Ballamenagh) ·
12th Milestone ·
13e mijl:
McGuinness's (Shoughlaigue Bridge) ·
Ballaskyr ·
Barregarrow Cross Roads (Cronk Aashen) ·
Barregarrow ·
Little Bray ·
Barregarrow Bottom ·
Cammal Farm ·
Cronk Urleigh ·
13th Milestone ·
14e mijl:
Ballalonna Bridge ·
Westwood Corner ·
Ballakinnag ·
14th Milestone ·
15e mijl:
Douglas Road Corner ·
Glen Wyllin Corner ·
The Mitre ·
Dave Saville Memorial Seat ·
Kirk Michael ·
The White House ·
15th Milestone ·
16e mijl:
Birkin's Bend ·
Rhencullen ·
Bishopscourt ·
Bishopscourt Farm Bends ·
Bishopscourt Straight ·
Orrisdale North ·
16th Milestone ·
17e mijl:
Dub Cottage (Bishop's Dub) ·
Alpine Cottage ·
Balla Cobb ·
17th Milestone ·
18e mijl:
Ballaugh Bridge ·
Ballaugh ·
Gwen's ·
Ballacrye Corner ·
Ballacrye ·
18th Milestone ·
19e mijl:
Quarry Bends ·
Ballavolley ·
Wildlife Park ·
Sulby Straight ·
Half-distance Marker ·
19th Milestone ·
20e mijl:
Sulby ·
Sulby Glen Hotel ·
Sulby Crossroads ·
Sulby Bridge ·
20th Milestone ·
21e mijl:
Ginger Hall ·
Kerrowmoar ·
21st Milestone ·
22e mijl:
Glen Duff ·
Glentramman ·
Temple Corner (Water Through Corner) ·
Glentramman Loop Road ·
Churchtown ·
Caravan ·
22nd Milestone ·
23e mijl:
Lezayre War Memorial ·
Ballakillingan ·
Conker Fields ·
K-tree ·
Sky Hill ·
Milntown Cottage (Pinfold Cottage) ·
Milntown Bridge (Glen Auldyn Bridge) ·
Milntown ·
Gardener's Lane ·
23rd Milestone ·
24e mijl:
Lezayre Road ·
School House Corner (Crossags, Russel's Corner) ·
Parliament Square ·
Queen's Pier Road ·
Ramsey Depot ·
Cruickshanks Corner ·
May Hill ·
24th Milestone ·
25e mijl:
Whitegates ·
Stella Maris ·
Ramsey Hairpin ·
Little Gooseneck ·
Water Works Corner ·
Ballure Reservoir ·
Mountain Section ·
Tower Bends ·
25th Milestone ·
26e mijl:
Gooseneck ·
Joey's (26th Milestone) ·
27e mijl:
Guthrie's Memorial ·
The Cutting ·
27th Milestone ·
28e mijl:
Milligan's Bridge ·
Mountain Mile ·
28th Milestone ·
29e mijl:
Three-Quarter distance marker ·
Mountain Box (East Mountain Gate, East Snaefell Gate) ·
29th Milestone ·
30e mijl:
Casey's (Rice's Corner, George's Folly) ·
Black Hut (Stonebreakers Hut, Shepherd's Hut) ·
John Smyth Memorial Shelter ·
Verandah ·
30th Milestone ·
31e mijl:
Bungalow Bridge ·
Stonebridge ·
Les Graham Memorial ·
Bungalow Bends ·
McIntyre Box ·
Murray's Museum ·
Joey Dunlop Memorial ·
The Bungalow ·
31st Milestone ·
32e mijl:
Hailwood's Rise ·
Hailwood's Height ·
Brandywell (West Mountain Gate, Beinn-y-Phott Gate, Bungalow Gate) ·
Duke's (32nd Milestone) ·
33e mijl:
Windy Corner (Nobles Corner) ·
Nobles Park Road ·
Slieu Lhost Quarry ·
Thirty-Third (33rd Milestone) ·
34e mijl:
Keppel Gate (Clarke's Corner) ·
Kate's Cottage (Shepherd's House) ·
34th Milestone ·
35e mijl:
Creg-ny-Baa (the Keppel Hotel) ·
Gob-ny-Geay (Sunny Orchard) ·
35th Milestone ·
36e mijl:
Brandish Corner (Telegraph Hill, O'Donnell's en Upper Hillberry Corner) ·
Hillberry Corner ·
36th Milestone ·
37e mijl:
Glen Dhoo Farm ·
Hillberry Road ·
Cronk-ny-Mona ·
Johnny Watterson's Lane ·
Signpost Corner ·
Bedstead Corner ·
The Nook ·
37th Milestone ·
38e mijl:
Bemahague ·
Governor's Bridge ·
Governor's Dip ·
Glencrutchery Road ·
38th Milestone